# Olympische Sommerspiele 1924/Tennis
| Olympische Sommerspiele 1924 (Medaillenspiegel Tennis) | Olympische Sommerspiele 1924 (Medaillenspiegel Tennis) | Olympische Sommerspiele 1924 (Medaillenspiegel Tennis) | Olympische Sommerspiele 1924 (Medaillenspiegel Tennis) | Olympische Sommerspiele 1924 (Medaillenspiegel Tennis) | Olympische Sommerspiele 1924 (Medaillenspiegel Tennis) |
| Platz                                                  | Mannschaft                                             | Goldmedaillen                                          | Silbermedaillen                                        | Bronzemedaillen                                        | Gesamt                                                 |
| ------------------------------------------------------ | ------------------------------------------------------ | ------------------------------------------------------ | ------------------------------------------------------ | ------------------------------------------------------ | ------------------------------------------------------ |
| 01                                                     | Vereinigte Staaten                                     | 5                                                      | 1                                                      | —                                                      | 6                                                      |
| 02                                                     | Frankreich                                             | —                                                      | 3                                                      | 1                                                      | 4                                                      |
| 03                                                     | Großbritannien                                         | —                                                      | 1                                                      | 2                                                      | 3                                                      |
| 04                                                     | Königreich Italien                                     | —                                                      | —                                                      | 1                                                      | 1                                                      |
| 0                                                      | Niederlande                                            | —                                                      | —                                                      | 1                                                      | 1                                                      |

Bei den VIII. Olympischen Spielen 1924 in Paris wurden fünf Wettbewerbe im Tennis ausgetragen. Es gab fünf Nationen, die eine Medaille gewinnen konnte, aber die Vereinigten Staaten entschieden alle Wettbewerbe für sich, gefolgt von Frankreich, die mit drei Silber- und einer Bronzemedaille an zweiterfolgreichsten waren. Die Spiele wurden im Stade Tennis de Columbes, nördlich in Paris gelegen, ausgetragen.
Seit den ersten modernen Spielen 1896 war Tennis bis zu den Spielen 1924 regelmäßiger Bestandteil der Spiele. Nach diesem Turnier wurde Tennis jedoch aus dem Wettbewerb genommen und wurde – nach Demonstrationsveranstaltungen 1968 und 1984 – erst 1988 als regulärer Wettbewerb wiederaufgenommen. Grund dafür waren Unstimmigkeiten zwischen dem IOC und der ILTF über den Status von Amateuren. Zudem befürchteten die Tennisorgane, die hauptsächlich in London saßen, einen Bedeutungsverlust der dort ausgetragenen Wimbledon Championships.

## Wettbewerbe und Zeitplan
Insgesamt fünf Wettbewerbe wurden im Rahmen der Spiele im Juli im Tennissport ausgetragen. Jeweils eine Einzel- und Doppelkonkurrenz der Damen und Herren sowie eine Mixed-Doppel-Konkurrenz.
| Datum        | So. 13.      | Mo. 14.      | Di. 15.                    | Mi. 16.      | Do. 17.       | Fr. 18.                | Sa. 19.        | So. 20.        | Mo. 21.        |
| ------------ | ------------ | ------------ | -------------------------- | ------------ | ------------- | ---------------------- | -------------- | -------------- | -------------- |
| Herreneinzel | Erste Runden | Erste Runden | Erste Runden               | Achtelfinale | Viertelfinale | Halbfinale             |                | Finale/Platz 3 |                |
| Dameneinzel  | Erste Runden | Erste Runden | Achtelfinale               | Achtelfinale | Viertelfinale | Halbfinale             |                | Finale/Platz 3 |                |
| Herrendoppel |              | Erste Runden | Erste Runden               | Achtelfinale |               | Viertelfinale          | Halbfinale     |                | Finale/Platz 3 |
| Damendoppel  |              | Erste Runden |                            | Achtelfinale | Viertelfinale | Halbfinale             | Finale/Platz 3 |                |                |
| Mixed        |              | Erste Runden | Erste Runden/ Achtelfinale |              | Achtelfinale  | Achtel-/ Viertelfinale | Viertelfinale  | Halbfinale     | Finale/Platz 3 |

## Herren

### Einzel
| Platz | Land               | Spieler             |
| ----- | ------------------ | ------------------- |
| 1     | Vereinigte Staaten | Vincent Richards    |
| 2     | Frankreich         | Henri Cochet        |
| 3     | Königreich Italien | Umberto De Morpurgo |
| 4     | Frankreich         | Jean Borotra        |
| 5     | Vereinigte Staaten | Richard Williams    |
| 5     | Britisch-Indien    | Sydney Jacob        |
| 5     | Japan              | Takeichi Harada     |
| 5     | Frankreich         | René Lacoste        |

Durch die Abwesenheit von Bill Tilden und Bill Johnston war das Feld im Herreneinzel relativ offen. Mit ersterem hatte Vincent Richards 1918 als erst 15-Jähriger im Doppel triumphiert. Die vier Musketiere waren die ärgsten Konkurrenten Richards um den Titel. Letztlich besiegte Richards im Finale Henri Cochet in einem engen Fünf-Satz-Match – der hatte zuvor im Halbfinale Jean Borotra besiegt. Im Spiel um Bronze gewann der Italiener Umberto De Morpurgo gegen den amtierenden Wimbledon-Sieger Borotra in fünf Sätzen und gewann die bislang einzige Tennismedaille für Italien.
Mit 92 Athleten aus 28 Nationen nahmen die bis dato meisten Spieler an einem olympischen Tennisturnier teil.

### Doppel
| Platz | Land                  | Spieler                           |
| ----- | --------------------- | --------------------------------- |
| 1     | Vereinigte Staaten    | Frank Hunter Vincent Richards     |
| 2     | Frankreich            | Jacques Brugnon Henri Cochet      |
| 3     | Frankreich            | Jean Borotra René Lacoste         |
| 4     | Südafrikanische Union | Jack Condon Ivie Richardson       |
| 5     | Schweden              | Henning Müller Charles Wennergren |
| 5     | Vereinigte Staaten    | Watson Washburn Richard Williams  |
| 5     | Spanien               | José María Alonso Manuel Alonso   |
| 5     | Britisch-Indien       | Syed Mohammad Hadi Donald Rutnam  |

Auch im Doppel gewann Vincent Richards – an der Seite von Frank Hunter – die Goldmedaille. Die Paarung war als amtierender Wimbledon Doppelchampion angereist und hatte dort gegen Richard Williams und Watson Washburn gewonnen, die ebenfalls an den Spielen teilnahmen und im Viertelfinale ausschieden. Neben den US-Amerikaner galten die vier Musketiere, aufgeteilt auf zwei Doppel-Paarungen, als Favoriten. Nachdem Richards und Hunter bis zum Halbfinale keinen Satz abgeben mussten, wurden sie dort von Jean Borotra und René Lacoste erstmals gefordert und gewannen nach fünf Sätzen. Dem anderen französischen Paar bestehend aus Jacques Brugnon und Henri Cochet wartete im Finale und endete abermals nach fünf Sätzen zugunsten der US-Amerikaner. Im Spiel um Bronze gewann Borotra und Lacoste gegen ein südafrikanisches, womit Frankreich Silber und Bronze gewann.
Mit 45 Teams aus 27 Nationen bestand auch das Doppelfeld aus einer Rekordzahl von Spielern.

## Damen

### Einzel
| Platz | Land               | Spielerin                 |
| ----- | ------------------ | ------------------------- |
| 1     | Vereinigte Staaten | Helen Wills               |
| 2     | Frankreich         | Julie Vlasto              |
| 3     | Großbritannien     | Kathleen McKane           |
| 4     | Frankreich         | Germaine Golding          |
| 5     | Norwegen           | Molla Mallory             |
| 5     | Spanien            | Lilí Álvarez              |
| 5     | Großbritannien     | Dorothy Shepherd-Barron   |
| 5     | Vereinigte Staaten | Marion Zinderstein Jessup |

Durch eine Krankheit konnte die Titelverteidiger und die als beste Spielerin der Zeit angesehene Französin Suzanne Lenglen nicht zu den Spielen in ihrer Heimat antreten. Dadurch war das Feld für die erst 18-jährige und damit jüngste Teilnehmerin dieser Spiele im Tennis Helen Wills geöffnet, die relativ ungefährdet ohne Satzverlust die Goldmedaille gewann. Im Finale spielte sie gegen die zweitbeste Französin der Zeit Julie Vlasto, die aber nur vier Spielgewinne verzeichnen konnte. Bereits im Vorjahr hatte Wills mit den U.S. National Championships ihren ersten Major-Titel gewonnen. Die Bronzemedaillengewinnerin Kathleen McKane fügte im selben Jahr Wills zwei Niederlagen zu, eine davon im Finale von Wimbledon. Dies sollte die einzige Niederlage bleiben, die Wills überhaupt im Einzel von Wimbledon erfuhr. McKane unterlag jedoch Vlasto im Halbfinale, sodass es nicht zu einem erneuten Aufeinandertreffen der beiden kam. Im Spiel um Bronze gewann die Britin nach verlorenem ersten Satz letztlich deutlich gegen die Französin Germaine Golding.
Auch das Dameneinzel hatte mit 38 Spielerinnen aus 15 Nationen das bislang größte Feld der Geschichte.

### Doppel
| Platz | Land               | Spielerinnen                          |
| ----- | ------------------ | ------------------------------------- |
| 1     | Vereinigte Staaten | Hazel Wightman Helen Wills            |
| 2     | Großbritannien     | Phyllis Covell Kathleen McKane        |
| 3     | Großbritannien     | Evelyn Colyer Dorothy Shepherd-Barron |
| 4     | Frankreich         | Marguerite Broquedis Yvonne Bourgeois |
| 5     | Königreich Italien | Rosetta Gagliardi Giulia Ferelli      |
| 5     | Schweden           | Sigrid Fick Lily Strömberg-von Essen  |
| 5     | Frankreich         | Germaine Golding Jeanne Vaussard      |

Die Sieger der Goldmedaille, die US-Amerikanerinnen Hellen Mills und Hazel Wightman mussten durch einige Rückzüge der Konkurrenten erst im Halbfinale das erste Mal spielen und konnten dort die Britinnen Evelyn Colyer und Dorothy Shepherd-Barron in drei Sätzen besiegen. Im Finale standen Wightman und Mills der anderen britischen Paarung gegenüber, die sie in zwei engen Sätzen schlugen, wodurch Mills Gold in Einzel und Doppel gewann, während Wightman neben dem Doppel- auch den Mixed-Titel gewann. Bronze ging an die Britinnen Colyer und Shepherd-Barron, die sich im Spiel um Platz 3 gegen Marguerite Broquedis und Yvonne Bourgeois aus Frankreich durchsetzten.
Es spielten 17 Paarungen aus 11 Nationen um den Titel im Damendoppel, wovon jedoch viele vor Spielbeginn zurücktraten.

## Mixed
| Platz | Land               | Spieler                               |
| ----- | ------------------ | ------------------------------------- |
| 1     | Vereinigte Staaten | Hazel Wightman Richard Williams       |
| 2     | Vereinigte Staaten | Marion Zinderstein Vincent Richards   |
| 3     | Niederlande        | Cornelia Bouman Hendrik Timmer        |
| 4     | Großbritannien     | Kathleen McKane Godfree Brian Gilbert |
| 5     | Spanien            | Lilí Álvarez Eduardo Flaquer          |
| 5     | Großbritannien     | Phyllis Covell Leslie Godfree         |
| 5     | Schweden           | Sigrid Fick Henning Müller            |
| 5     | Irland             | Hilda Wallis Edwin McCrea             |

Das Mixed-Doppel wurde im Finale zwischen zwei US-amerikanischen Teams ausgetragen. Beide Teams hatten wenig Mühe das Finale zu erreichen. Einzig die Goldmedaillengewinner Hazel Hotchkiss Wightman und Richard Williams mussten im Halbfinale gegen die Briten Kathleen McKane Godfree und Brian Gilbert über drei Sätze gehen, ehe sie im Finale in zwei Sätzen deutlich die Oberhand gegenüber Marion Zinderstein Jessup und Vincent Richards hatten. Letzterer verpasste so die maximale Ausbeute von dreimal Gold, während Wightman auf ebenfalls zweimal Gold aufschloss – im Dameneinzel war sie nicht angetreten. Da McKane Godfree und Gilbert nicht zum Spiel um Platz 3 antraten, ging die Bronzemedaille an die Niederländer Cornelia Bouman und Hendrik Timmer, die damit die erste olympische Medaille für ihr Land im Tennis gewannen.
Es nahmen 27 Paarungen aus 15 Nationen teil.